# Monster (OOMPH!)
Monster è il decimo album della band tedesca Oomph!, uscito il 22 agosto 2008. La band ha tenuto un concorso per i fan, i quali potevano creare la cover per l'album. Ciò ricorda il concorso per l'album Issues dei Korn. La cover vincente è stata scelta dal gruppo.

## Tracce[1]
1. Beim ersten Mal tut's immer weh
2. Labyrinth
3. 6 Fuß tiefer
4. Wer schön sein will muss leiden
5. Sandmann
6. Die Leiter
7. Lass mich raus
8. Revolution
9. Auf Kurs
10. Bis zum Schluss
11. In deinen Hüften
12. Wach auf!
13. Geborn zu sterben
14. Brich aus
15. Ich will dich nie mehr sehen